# نیکیا دیواکس
نیکیا دیواکس (به انگلیسی: Nikia Deveaux) (زادهٔ ۲۸ سپتامبر ۱۹۸۵) شناگر اهل بوسنی و هرزگوین است.